# Kiss My Axe
Kiss My Axe – album studyjny amerykańskiego gitarzysty jazzowego Ala Di Meoli, wydany w 1991 roku nakładem wytwórni fonograficznej Tomato Records. To jedenasta płyta studyjna muzyka, a trzecia nagrana przez założony przez niego w 1985 roku Al Di Meola Project.

## Lista utworów
Opracowano na podstawie materiału źródłowego.
| 1.  | "South Bound Traveler" (Barry Miles)               | 5:23    |
|     |                                                    |         |
| 2.  | "The Embrace" (Al Di Meola)                        | 5:49    |
|     |                                                    |         |
| 3.  | "Kiss My Axe" (Di Meola)                           | 5:04    |
|     |                                                    |         |
| 4.  | "Morocco" (Di Meola)                               | 7:41    |
|     |                                                    |         |
| 5.  | "Gigi’s Playtime Rhyme (Interlude # 1)" (Di Meola) | 2:36    |
|     |                                                    |         |
| 6.  | "One Night Last June" (Di Meola)                   | 8:21    |
|     |                                                    |         |
| 7.  | "Phantom" (Chick Corea)                            | 7:53    |
|     |                                                    |         |
| 8.  | "Erotic Interlude (Interlude # 2)" (Di Meola)      | 2:32    |
|     |                                                    |         |
| 9.  | "Global Safari" (Di Meola)                         | 5:42    |
|     |                                                    |         |
| 10. | "Interlude # 3" (Di Meola)                         | 2:00    |
|     |                                                    |         |
| 11. | "Purple Orchids" (Di Meola)                        | 6:45    |
|     |                                                    |         |
| 12. | "The Prophet (Interlude # 4)" (Di Meola)           | 1:18    |
|     |                                                    |         |
| 13. | "Oriana (September 24, 1988)" (Di Meola)           | 5:20    |
|     |                                                    |         |
|     |                                                    | 1:06:24 |
|     |                                                    |         |

## Twórcy
Opracowano na podstawie materiału źródłowego.
Muzycy:
- Al Di Meola – gitara elektryczna, gitara akustyczna
- Omar Hakim – perkusja
- Anthony Jackson – gitara basowa
- Barry Miles – fortepian
- Richie Morales - perkusja
- Gumbi Ortiz – kongi
- Tony Scherr – gitara basowa, akustyczna gitara basowa
- Arto Tunçboyacıyan – instrumenty perkusyjne, śpiew
- Rachel Z – syntezatory

Produkcja:
- Al Di Meola – produkcja muzyczna, aranżacja
- Barry Miles – produkcja muzyczna (współproducent), aranżacja
- Kip Kaplan – produkcja wykonawcza
- Frank Filipetti, Dave Palmer – inżynieria dźwięku
- Bob Ludwig – mastering
- Milton Glaser – oprawa graficzna
- Henry Wolf – zdjęcia
- Alia Jordan - modelka